# Tinambac
Tinambac è una municipalità di terza classe delle Filippine, situata nella Provincia di Camarines Sur, nella Regione del Bicol.
Tinambac è formata da 44 baranggay:
- Agay-Ayan
- Antipolo
- Bagacay
- Banga
- Bani
- Bataan
- Binalay
- Bolaobalite
- Buenavista
- Buyo
- Cagliliog
- Caloco
- Camagong
- Canayonan
- Cawaynan
- Daligan
- Filarca (Pob.)
- La Medalla (Mile 9)
- La Purisima (Pob.)
- Lupi
- Magsaysay (Camp 4)
- Magtang

- Mananao
- New Caaluan
- Olag Grande
- Olag Pequeño
- Old Caaluan
- Pag-Asa
- Pantat
- Sagrada (Camp 6)
- Salvacion
- Salvacion Poblacion
- San Antonio
- San Isidro (Pob.)
- San Jose (Tiltilan)
- San Pascual (Pob.)
- San Ramon (Camp 7)
- San Roque
- San Vicente
- Santa Cruz (Pob.)
- Sogod
- Tambang
- Tierra Nevada
- Union